# Goldmakrelen
Die Goldmakrelen (Coryphaena) sind eine Gattung aus der gleichnamigen Familie der Goldmakrelen (Coryphaenidae) innerhalb der Ordnung der Stachelmakrelenverwandten (Carangiformes). Sie ist die einzige Gattung in der Familie und umfasst nur zwei Arten. Die Fische leben im Mittelmeer, im Atlantik, Pazifik und im Indischen Ozean. Die Fische sind umgangssprachlich auch unter dem Namen Mahi mahi bekannt.

## Merkmale

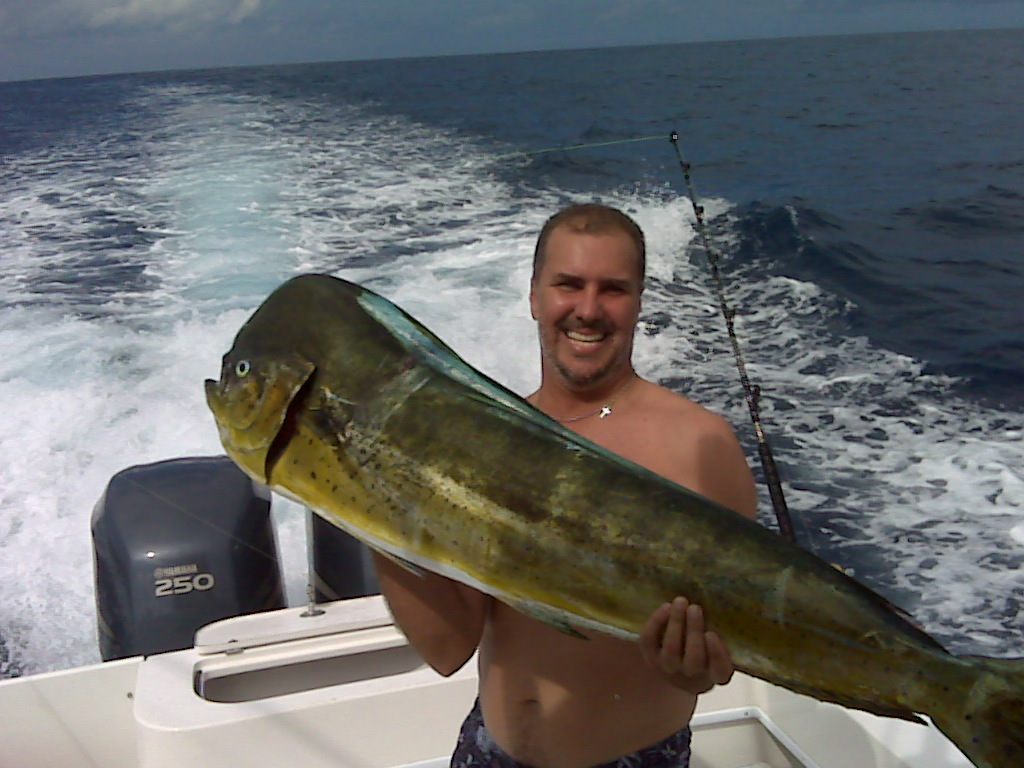
Eine große 21 kg schwere Goldmakrele, vor der Küste von Puerto Rico gefangen

Goldmakrelen sind große, 1,00 bis 1,50 Meter lange Fische mit einem langgestreckten, seitlich zusammengedrückten und mit kleinen Rundschuppen besetzten Körper. Als Maximallänge wird für Coryphaena hippurus 2,10 Meter angegeben, als Höchstgewicht 40 kg. Ihre Farbe, die ihnen auch zu ihrem deutschen Namen verhalf, ist ein irisierend glänzendes silbriggold. Der Schädel ist stumpf und abgerundet, bei den Männchen wird das stumpfe Kopfprofil durch einen Knochenkiel verstärkt.
Die lange Rückenflosse beginnt am Kopf und erstreckt sich über die gesamte Rückenlänge. Sie wird von 48 bis 65 Weichstrahlen gestützt. Rücken- und Afterflosse haben keine Hartstrahlen. Beim schnellen Schwimmen können die Bauchflossen in Gruben zurückgelegt werden. Die Schwanzflosse ist sichelförmig.

## Lebensweise
Goldmakrelen sind Raubfische des Epipelagial und fressen Fische und andere pelagische Tiere und zählen zu den am schnellsten schwimmenden Fischen.

## Systematik
Die Coryphaena sind die einzige Gattung der Familie Coryphaenidae. Die Goldmakrelen sind die Schwestergruppe einer aus den Schiffshaltern und den Cobias gebildeten Klade und gehören wie diese zur Ordnung der Stachelmakrelenverwandten (Carangiformes).
|  | Goldmakrelen (Coryphaenidae)                                                          |
|  |                                                                                       |
|  | \| \| Cobia (Rachycentridae) \| \| \| \| \| \| Schiffshalter (Echeneidae) \| \| \| \| |
|  |                                                                                       |
|  | Cobia (Rachycentridae)                                                                |
|  |                                                                                       |
|  | Schiffshalter (Echeneidae)                                                            |
|  |                                                                                       |

|  | Cobia (Rachycentridae)     |
|  |                            |
|  | Schiffshalter (Echeneidae) |
|  |                            |

|  | Goldmakrelen (Coryphaenidae)                                                          |
|  |                                                                                       |
|  | \| \| Cobia (Rachycentridae) \| \| \| \| \| \| Schiffshalter (Echeneidae) \| \| \| \| |
|  |                                                                                       |
|  | Cobia (Rachycentridae)                                                                |
|  |                                                                                       |
|  | Schiffshalter (Echeneidae)                                                            |
|  |                                                                                       |

|  | Cobia (Rachycentridae)     |
|  |                            |
|  | Schiffshalter (Echeneidae) |
|  |                            |

|  | Goldmakrelen (Coryphaenidae)                                                          |
|  |                                                                                       |
|  | \| \| Cobia (Rachycentridae) \| \| \| \| \| \| Schiffshalter (Echeneidae) \| \| \| \| |
|  |                                                                                       |
|  | Cobia (Rachycentridae)                                                                |
|  |                                                                                       |
|  | Schiffshalter (Echeneidae)                                                            |
|  |                                                                                       |

|  | Cobia (Rachycentridae)     |
|  |                            |
|  | Schiffshalter (Echeneidae) |
|  |                            |

|  | Goldmakrelen (Coryphaenidae)                                                          |
|  |                                                                                       |
|  | \| \| Cobia (Rachycentridae) \| \| \| \| \| \| Schiffshalter (Echeneidae) \| \| \| \| |
|  |                                                                                       |
|  | Cobia (Rachycentridae)                                                                |
|  |                                                                                       |
|  | Schiffshalter (Echeneidae)                                                            |
|  |                                                                                       |

|  | Cobia (Rachycentridae)     |
|  |                            |
|  | Schiffshalter (Echeneidae) |
|  |                            |

Die beiden Arten der Coryphaena sind:
- Coryphaena equiselis Linnaeus, 1758
- Coryphaena hippurus Linnaeus, 1758